# Nancy Gates
Pour les articles homonymes, voir Gates.
Nancy Jane Gates est une actrice américaine, née le 1er février 1926 à Dallas (Texas, États-Unis) et morte le 24 mars 2019 à Los Angeles.

## Biographie
Nancy Gates débute au cinéma en 1942 (à 16 ans, alors sous contrat à la RKO Pictures), participant en tout à trente-sept films américains, dont des westerns. Ses deux derniers films, Le Shérif aux mains rouges en 1959, puis Comanche Station en 1960, appartiennent d'ailleurs à ce genre. Dans l'intervalle, elle tourne notamment à deux reprises aux côtés de Frank Sinatra, avec le film noir Je dois tuer (1954) et le film dramatique Comme un torrent (1958).
À la télévision, elle collabore à cinquante-cinq séries (plusieurs également dans le genre du western), entre 1953 et 1969, année où elle se retire définitivement.

## Filmographie

### Au cinéma (intégrale)
- 1942 : Tamara de Tahiti (The Tuttles of Tahiti) de Charles Vidor
- 1942 : La Splendeur des Amberson (The Magnificent Ambersons) d'Orson Welles
- 1942 : The Great Gildersleeve de Gordon Douglas
- 1943 : Les Enfants d'Hitler (Hitler's Children) d'Edward Dmytryk
- 1943 : Vivre libre (This Land is Mine) de Jean Renoir
- 1943 : Gildersleeve's Bad Day de Gordon Douglas
- 1944 : Bride by Mistake (en) de Richard Wallace
- 1944 : The Master Race (en) d'Herbert J. Biberman
- 1944 : A Night of Adventure (en) de Gordon Douglas
- 1944 : Nevada d'Edward Killy
- 1945 : Pavillon noir (The Spanish Main) de Frank Borzage
- 1947 : Cheyenne takes over de Ray Taylor
- 1948 : Check your Guns de Ray Taylor
- 1949 : Roll, Thunder, Roll ! de Lewis D. Collins
- 1952 : Sous le plus grand chapiteau du monde (The Greatest Show on Earth) de Cecil B. DeMille
- 1952 : Le Vol du secret de l'atome (The Atomic City) de Jerry Hopper
- 1952 : The Member of the Wedding de Fred Zinnemann
- 1952 : Les Fils des Mousquetaires (At Sword's Point) de Lewis Allen
- 1953 : Le Dragon vert (Target Hong Kong) de Fred F. Sears
- 1953 : La Madone gitane (Torch Song) de Charles Walters
- 1954 : Les Bas-fonds d'Hawaï (Hell's Half Acre) de John H. Auer
- 1954 : Je dois tuer (Suddenly) de Lewis Allen
- 1954 : La Terreur des sans-loi (Masterson of Kansas) de William Castle
- 1955 : Le juge Thorne fait sa loi (Strangers on Horseback) de Jacques Tourneur
- 1955 : Top of the World de Lewis R. Foster
- 1955 : No Man's Woman de Franklin Adreon

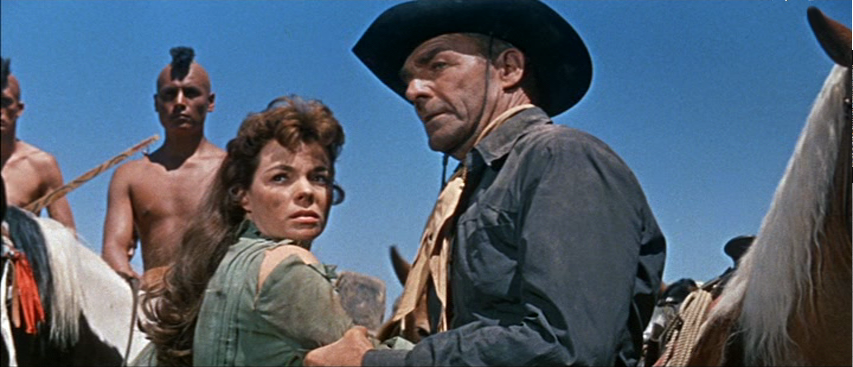
Avec Randolph Scott, dans Comanche Station (1960)

- 1956 : Le Fond de la bouteille (The Bottom of the Bottle) d'Henry Hathaway
- 1956 : World without End d'Edward Bernds
- 1956 : Wetbacks d'Hank McCune
- 1956 : Magnificent Roughnecks de Sherman A. Rose
- 1956 : The Search for Bridey Murphy de Noel Langley
- 1956 : Death of a Scoundrel (en) de Charles Martin
- 1956 : The Brass Legend de Gerd Oswald
- 1958 : The Rawhide Trail de Robert Gordon
- 1958 : Comme un torrent (Some came running) de Vincente Minnelli
- 1959 : Le Shérif aux mains rouges (The Gunfight at Dodge City) de Joseph M. Newman
- 1960 : Comanche Station de Budd Boetticher

### À la télévision (sélection de séries)

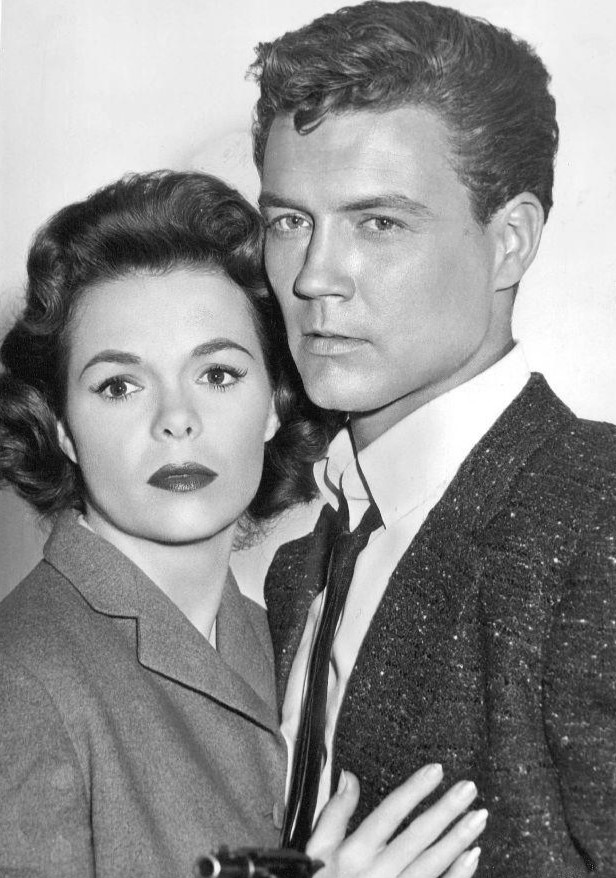
Avec Roger Smith, dans 77 Sunset Strip (1959, photo promotionnelle)

- 1955 : Le Choix de... (Screen Directors Playhouse)
  - Saison unique, épisode 9 Tom and Jerry de Leo McCarey
- 1955-1956 : Alfred Hitchcock présente (Alfred Hitchcock presents)
  - Saison 1, épisode 6 Salvage (1955) de Jus Addiss et épisode 28 Portrait of Jocelyn (1956) de Robert Stevens
- 1957-1965 : Première série Perry Mason
  - Saison 1, épisode 11 The Case of the Crooked Candle (1957) de Christian Nyby
  - Saison 7, épisode 23 The Case of the Woeful Widower (1964)
  - Saison 9, épisode 3 The Case of the Candy Queen (1965) de Jesse Hibbs
- 1958-1959 : Maverick
  - Saison 1, épisode 26 Burial Ground of the Gods (1958) de Douglas Heyes
  - Saison 2, épisode 23 Passage to Fort Doom (1959) de Paul Henreid
- 1958-1964 : La Grande Caravane (Wagon Train)
  - Saison 2, épisode 8 The Millie Davis Story (1958) de Jerry Hopper
  - Saison 6, épisode 8 The Shiloh Degnan Story (1962)
  - Saison 7, épisode 20 The Grover Allen Story (1964) de Joseph Pevney
- 1959 : 77 Sunset Strip
  - Saison 1, épisode 16 The Girl who couldn't Remember de George Waggner
- 1960 : Laramie
  - Saison 1, épisode 20 Death Wind de Francis D. Lyon
- 1961 : Aventures dans les îles (Adventures in Paradise)
  - Saison 3, épisode 8 Obsession (The Fires of Kanua) de Jus Addiss
- 1962 : Gunsmoke ou Police des plaines (Gunsmoke ou Marshall Dillon)
  - Saison 7, épisode 33 The Prisoner d'Andrew V. McLaglen
- 1964 : Le Virginien (The Virginian)
  - Saison 3, épisode 13 Portrait of a Widow de Don McDougall
- 1965 : Rawhide
  - Saison 8, épisode 8 Clash at Broken Bluff de Charles F. Haas
- 1965 : Première série L'Homme à la Rolls (Burke's Law)
  - Saison 2, épisode 30 Who killed the Jackpot ? de Richard Kinon
  - Saison 3, épisode 12 The Man's Men de Jerry Hopper
- 1966 : Bonanza
  - Saison 7, épisode 24 Her Brother's Keeper de R. G. Springsteen
- 1969 : La Nouvelle Équipe (The Mod Squad)
  - Saison 2, épisode 3 An Eye for an Eye d'Earl Bellamy